# Comrie (Perth and Kinross)
Comrie, schottisch-gälisch: Cuimrigh, ist eine schottische Ortschaft in der Council Area Perth and Kinross. Sie liegt in der traditionellen Grafschaft Perthshire rund neun Kilometer westlich von Crieff und 34 Kilometer westlich des Zentrums von Perth.

## Geschichte
In der Umgebung von Comrie finden sich zahlreiche Belege prähistorischer Besiedlung. Hierzu zählen zwei Steinkreise, die auf eine rituelle Bedeutung in der Stein- und Bronzezeit hindeuten. Des Weiteren sind zwei bronzezeitliche Stehende Steine östlich beziehungsweise auf einem Hügel südlich von Comrie aufgestellt. Südwestlich finden sich vier Hügelgräber, von denen das größte eine Höhe von 1,40 Metern bei einem Durchmesser von 24 Metern aufweist.
Als nördlichste Befestigungslinie der römischen Besatzung Schottlands wurde im 1. Jahrhundert die Gask-Ridge-Linie errichtet. Als Teil dieser Grenzbefestigung wurde das Kastell Dalginross am Südrand des heutigen Dalginross eingerichtet. Agricola, welcher die Erweiterung des römischen Territoriums nach Norden vorantrieb, gab dem Ort die Bezeichnung „Victoria“.
Westlich von Comrie ließen die Campbells im frühen 17. Jahrhundert das Tower House Aberuchill Castle errichten. Die Ortschaft entwickelte sich mit der Landwirtschaft und der Weberei. Sie wuchs auch durch den Zuzug von Familien, die im Zuge der Highland Clearances von ihrem Land in den Highlands vertrieben worden waren. Südwestlich entstand zu Zeiten des Zweiten Weltkriegs das Kriegsgefangenenlager Cultybraggan Camp. Mit einer Kapazität von 4500 Insassen ursprünglich für italienische Kriegsgefangene vorgesehen, diente es stattdessen zunächst als Durchgangslager, dann als Gefangenenlager für deutsche Kriegsgefangene.
Sank die Einwohnerzahl Comries zwischen 1831 und 1871 von 978 auf 746, so zeigt sie seitdem eine positive Tendenz mit 1927 Einwohnern im Jahre 2011.

## Lage
Mit dem eingemeindeten Dalginross erstreckt sich Comrie über beide Seiten des Earns. Bei Comrie münden in diesen von links der Lednock und von rechts das Water of Ruchill. Jeweils neun Kilometer nördlich beziehungsweise nordwestlich liegen die Seen Loch Lednock Reservoir und Loch Earn, aus denen die Flüsse Lednock beziehungsweise Earn abfließen. Sechs Kilometer nordöstlich befindet sich das Loch Turret Reservoir. Die nächstgelegenen Ortschaften sind die 2,5 Kilometer beziehungsweise fünf Kilometer östlich gelegenen Weiler Lawers und Quoig sowie das acht Kilometer nordwestlich gelegene St Fillans.
Nördlich erhebt sich der 256 Meter hohe Dun More, auf dessen Kuppe sich das denkmalgeschützte Melville Monument befindet. Aufgrund seines Südpanoramas am Südrand der Highlands ist der Hügel trotz seiner geringen Höhe Standort einer Triangulationssäule.
Die Ortschaft liegt vor dem Fuße der Highlands und damit auf der Highland Boundary Fault, einer tektonischen Verwerfung, die Schottland von Südwesten nach Nordosten durchzieht und die Highlands von den Central Lowlands trennt. Aufgrund seiner Lage in einer tektonisch aktiven Zone, sind in Comrie Erdstöße häufig. So ist Comrie die Ortschaft mit den meisten detektierten Erdbeben des Vereinigten Königreichs. Hieraus resultiert der Beiname „Shakey Toun“. Der 1840 in Comrie installierte Seismograph gilt als der erste moderne Seismograph der Welt. 1875 wurde westlich die Station Earthquake House eingerichtet, die heute denkmalgeschützt ist.

## Sehenswürdigkeiten
Im Parish Comrie sind insgesamt 174 Bauwerke denkmalgeschützt. Von diesen liegen 134 im Ortsgebiet Comries selbst. Vier Bauwerke sind als Denkmäler der höchsten schottischen Denkmalkategorie A eingestuft. Zu diesen zählt die Alte Pfarrkirche von Comrie. Der 1805 errichtete neogotische Bau wird aufgrund seiner Farbe auch als „White Kirk“ bezeichnet und ist eine Landmarke. Die Pläne für das 1738 errichtete Herrenhaus Lawers House gehen auf William Adam zurück. Das Geschäftshaus unter der Adresse 1 Dunira Street im Ortszentrum wurde nach einem Entwurf Charles Rennie Mackintoshs im Jahre 1904 ausgeführt. Zuletzt ist das seit 2004 nicht mehr militärisch genutzte Cultybraggan Camp mit seinen Nissenhütten als Kategorie-A-Denkmal geschützt.

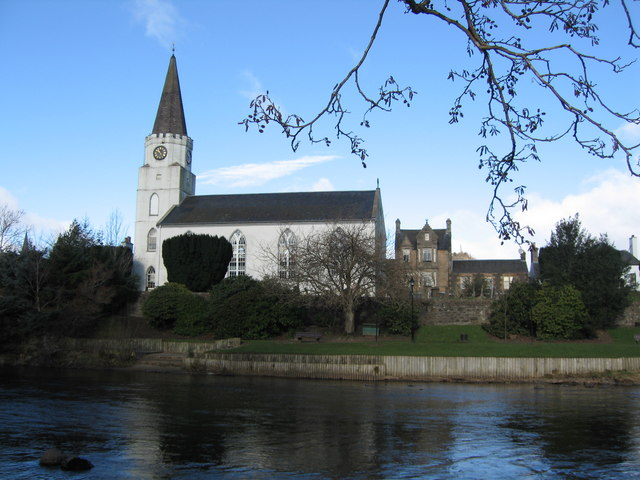
Comrie Old Parish Church
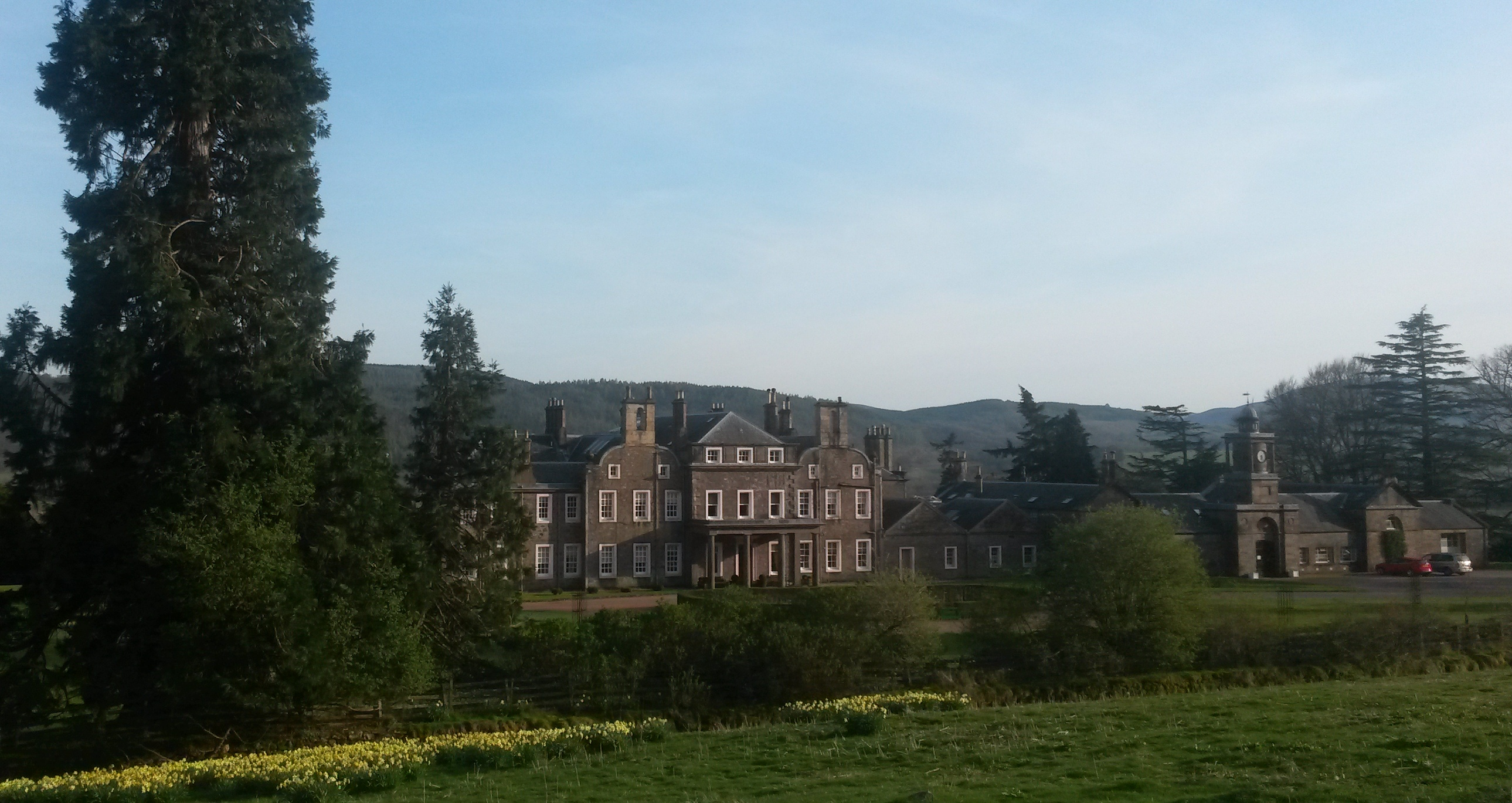
Lawers House
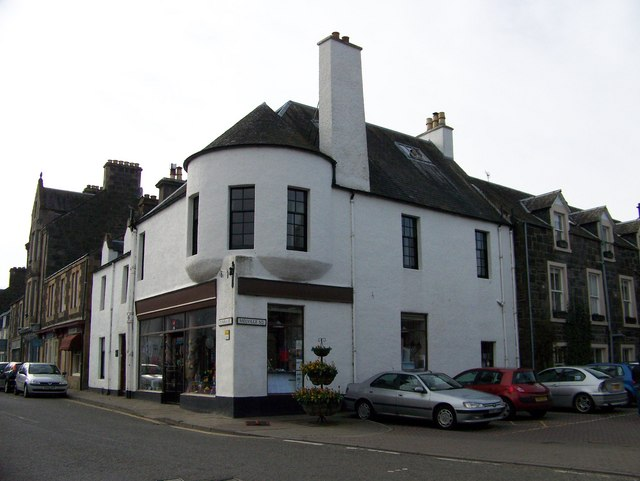
1 Dunira Street
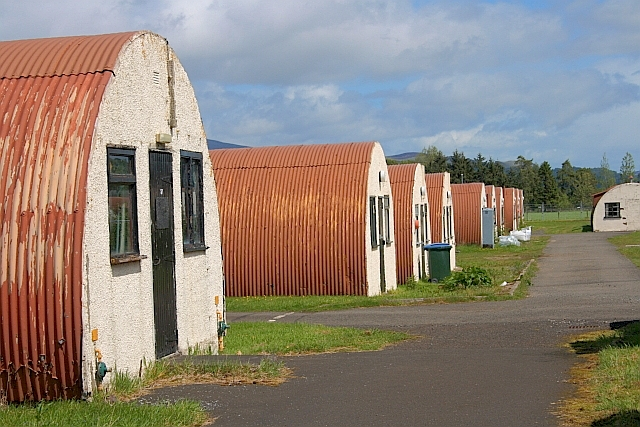
Nissenhütten im Cultybraggan Camp
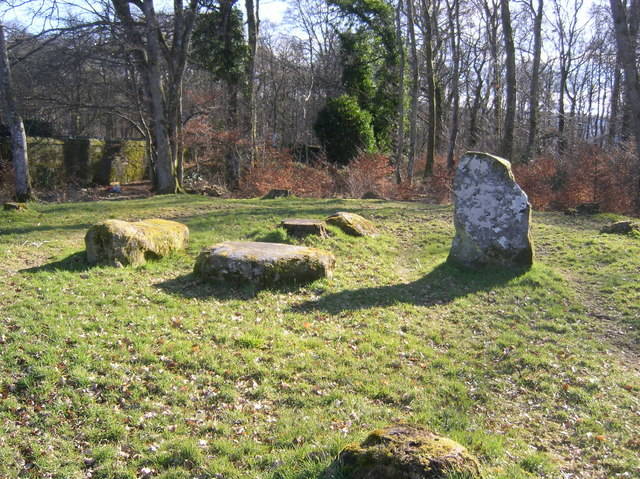
Steine im Cemetery wood

## Verkehr
Als Hauptverkehrsstraße verläuft die von Dundee nach Oban führende A85 durch Comrie. Sie schließt die Ortschaft direkt an das britische Fernstraßennetz an. In Crieff ist außerdem die von Greenloaning nach Dunkeld verlaufende A822 in kurzer Distanz erreichbar. Zwei Brücken überspannen den Earn in Comrie. Die einbogige Steinbogenbrücke Bridge of Ross stammt vermutlich aus dem späten 18. Jahrhundert. Die stählerne Dalginross Bridge ist hingegen neueren Datums und wurde 1905 errichtet. Östlich der Ortschaft überspannt die Bridge of Lednock den Lednock. Die Stahlbrücke wurde um 1900 erbaut.
Zur Verbindung der in Crieff endenden Bahnstrecke mit der von Oban nach Callander führenden Trasse wurde im Jahre 1890 die Errichtung der Crieff and Comrie Railway beschlossen. Die Streckeneröffnung mit dem vorläufigen Endbahnhof Comrie fand 1893 statt. Die sich als baulich herausfordernd erweisende Verlängerung bis Lochearnhead (Lochearnhead, St Fillans and Comrie Railway) wurde schließlich 1904 fertiggestellt. Zwischenzeitlich waren beide Bahngesellschaften in der Caledonian Railway aufgegangen. Nachdem die Lochearnhead, St Fillans and Comrie Railway bereits 1942 wieder geschlossen wurde, erfolgte die Schließung der Strecke bis Comrie im Zuge der Beeching-Axt im Jahre 1964. Ebenso wie die Gleise wurden der zweigleisig ausgeführte Bahnhof Comrie zwischenzeitlich abgetragen. Das Gelände dient heute als Feriendorf.
Am Westrand Comries querte die Bahnstrecke den Earn auf dem Comrie Viaduct. Der Betonviakukt querte zunächst die heutige A85 mit zwei Bögen und dann den Earn mit sechs Bögen. Nach Beendigung der Nutzung wurde die Brücke abgetragen. Ein kurzes Stück westlich querte die Bahn den Earn erneut auf dem Ross Viaduct, der ebenfalls nicht erhalten ist.

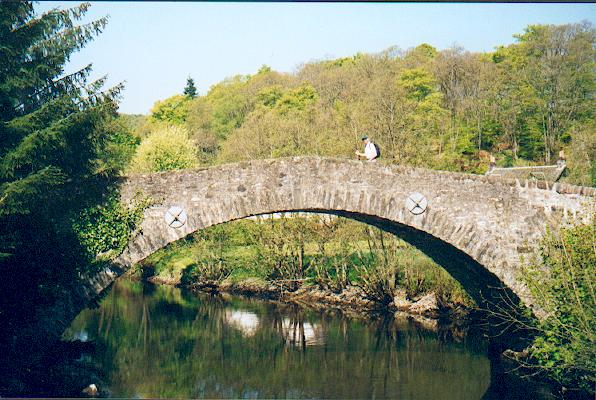
Bridge of Ross
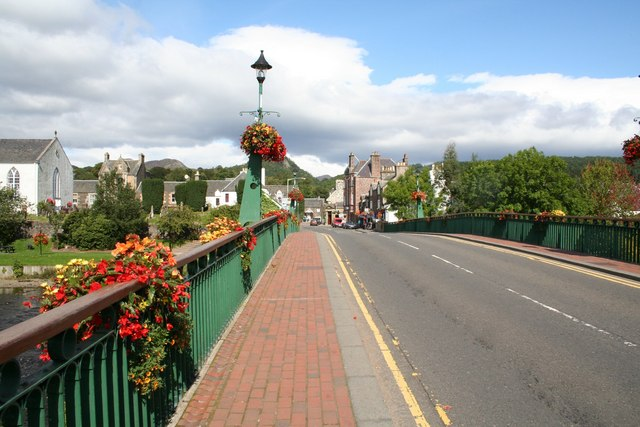
Dalginross Bridge
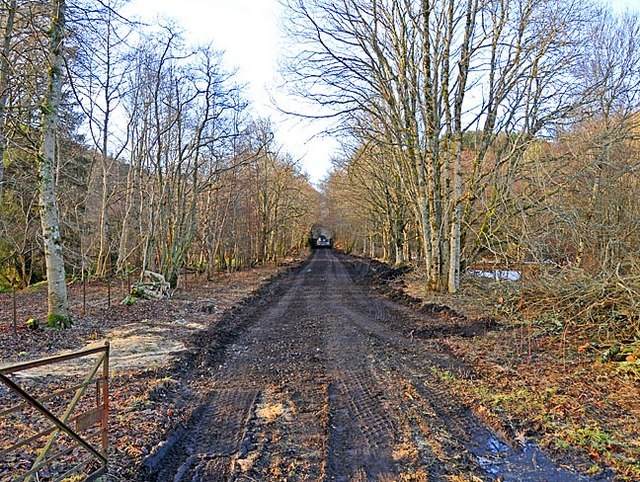
Ehemalige Bahntrasse

## Söhne und Töchter
- 1992: Carly Booth, Profigolferin